# Robert Swinhoe
Robert Swinhoe, född den 1 september 1836 i Calcutta, död den 28 oktober 1877 i London, var en brittisk naturforskare. Han var bror till Charles Swinhoe. Auktorsnamnet Swinhoe kan användas för Robert Swinhoe i samband med ett vetenskapligt namn inom botaniken; se Wikipediaartiklar som länkar till auktorsnamnet.
Swinhoe studerade vid universitetet i London och inträdde 1854 i den konsulära kåren i Kina. Under sina lediga stunder i Kina samlade han naturhistoriska prover och då många av de områden han besökte aldrig tidigare hade varit tillgängliga för västerländska forskare var ett stort antal av de insamlade arterna nya för vetenskapen. På grund av att han hade sin tyngdpunkt som ornitolog var många av de arter han upptäckte fåglar, men han samlade även in fiskar, insekter och däggdjur. År 1862 återvände han till England med sina samlingar. Ett stort antal av de fåglar han upptäckte togs med av John Gould i verket Birds of Asia (1863). Han valdes in som Fellow of the Royal Society 1876.